# Pác Miầu
Pác Miầu là thị trấn huyện lỵ của huyện Bảo Lâm, tỉnh Cao Bằng, Việt Nam.

## Địa lý
Thị trấn Pác Miầu nằm ở trung tâm huyện Bảo Lâm, kéo dài theo chiều đông bắc - tây nam và có vị trí địa lý:
- Phía đông giáp xã Mông Ân và xã Vĩnh Phong
- Phía tây giáp xã Quảng Lâm và xã Nam Quang
- Phía nam giáp tỉnh Hà Giang và các xã Mông Ân, Thái Học
- Phía bắc giáp xã Lý Bôn và xã Nam Quang.

Thị trấn Pác Miầu có diện tích 36,93 km², dân số năm 2019 là 5.770 người, mật độ dân số đạt 156 người/km².
Pác Miầu là điểm dừng chân quan trọng trên tuyến vận chuyển hàng hóa từ Hà Giang sang Cao Bằng.
Thị trấn Pác Miầu có tuyến quốc lộ 34 dài hơn 19 km chạy qua cùng dòng sông Gâm chạy dọc theo chiều dài từ phía đông bắc đến tây nam. Ngoài sông Gâm, trên địa bàn thị trấn còn có các suối Bắc Miêu, suối Mẹ Hán và nậm (suối) Pùng. Các núi chính trên địa bàn thị trấn là Chà Chếnh, Đán Cuống, Phiềng Phay.

## Hành chính
Thị trấn Pác Miầu có 9 tổ dân phố, xóm được chia thành 4 tổ dân phố: 1, 2, 3, 4 và 5 xóm: Lạng Cá, Mạy Rại, Nà Bỏn, Nà Ca, Phiêng Phay.

## Lịch sử
Ngày 27 tháng 10 năm 2006, Chính phủ ban hành Nghị định số 125/2006/NĐ-CP về việc thành lập thị trấn Pác Miầu trên cơ sở điều chỉnh 4.036 ha diện tích tự nhiên và 2.619 nhân khẩu của xã Mông Ân.
Đến năm 2019, thị trấn Pác Miầu được chia thành 4 tổ dân phố: 1, 2, 3, 4 và 6 xóm: Bản Đe, Lạng Cá, Nà Ca, Phiêng Phay, Mạy Rại, Nà Bỏn.
Ngày 9 tháng 9 năm 2019, Hội đồng Nhân dân tỉnh Cao Bằng ban hành Nghị quyết số 27/NQ-HĐND về việc:
- Giữ nguyên 4 tổ dân phố 1, 2, 3, 4 và 4 xóm: Nà Ca, Phiêng Phay, Mạy Rại, Nà Bỏn
- Sáp nhập xóm Bản Đe vào xóm Lạng Cá.